# Amphidesmus analis
Amphidesmus analis là một loài bọ cánh cứng trong họ Cerambycidae.